# .hr
.hr là tên miền quốc gia cấp cao nhất (ccTLD) của Croatia.
Tên miền.hr được quản lý bởi CARNet - Mạng nghiên cứu và học thuật Croatia, thông qua Hội đồng DNS CARnet sẽ xác định chính sách, và Dịch vụ DNS CARnet sẽ giải quyết các vấn đề hàng ngày. Hội đồng bao gồm các thành viên thuộc về cộng đồng học thuật, Dịch vụ được điều hành bởi SRCE.
Những người đăng ký được xếp loại vào một số nhóm khác nhau với những quy định khác nhau về đăng ký tên miền. Yêu cầu phải có liên hệ với Croatia, như công dân, người tạm trú dài hạn, hay các công ty đã đăng ký, dùng cho tất cả các loại.
Một vài nhóm người đăng ký được phép đăng ký tên miền trực tiếp ở cấp 2, nhưng thường bị hạn chế mỗi thực tế hợp pháp chỉ được một (mặc dù có những thể loại đặc biệt thược phép đăng ký thêm, nói chung là những dự án được cho là phục vụ cộng đồng).
Cũng có những đăng ký cấp 3 bao gồm những cá nhân trong một số tên miền đặc biệt như .iz.hr (.from.hr), và một số lượng đăng ký không giới hạn dành cho công ty trong .com.hr, nhưng nó không phổ biến so với những tên miền cấp hai được đăng ký trực tiếp .hr. .hr là viết tắt của Hrvatska, là tên nước Croatia theo tiếng Croat.